# 宝来城多郎
宝来 城多郎（ほうらい じょうたろう、1972年5月16日 - ）は日本中央競馬会 (JRA) 栗東トレーニングセンターに所属する調教助手で元騎手。兵庫県出身。

## 来歴
競馬学校騎手課程第7期生として入学。同期には藤田伸二、四位洋文らがいる。1991年に騎手免許を取得し、栗東福島勝厩舎所属としてデビュー。初騎乗は同年3月3日中京競馬第2競走でユウキバスター（15頭中13着）、初勝利は8月17日小倉競馬第2競走でクリアーチャンスであった。
デビュー翌年の1992年、カブトヤマ記念でワンモアラブウエイに騎乗し、重賞初勝利を挙げた。1993年に福島勝厩舎から離れ、フリーへと所属変更している。
1996年には中日新聞杯、愛知杯をファンドリショウリで勝ち、3つあった父内国産馬限定重賞（当時）をすべて制覇した。翌年には同馬で中日新聞杯を連覇している。
1997年7月19日、小倉競馬第3競走でロングメガミに騎乗して1着となり、JRA通算100勝を達成した。
2004年1月20日付で中尾謙太郎厩舎に所属変更。その約1か月後の2004年2月29日に騎手を引退し、中尾秀正厩舎の調教助手へ転身した。騎手成績は3,383戦180勝で、重賞は4勝だった。

## おもな騎乗馬
- ワンモアラブウエイ
- ファンドリショウリ
- タイキポーラ
- ビッグサンデー
- マルタカサイレンス